# Le Potager des malfaiteurs ayant échappé à la pendaison
Le Potager des malfaiteurs ayant échappé à la pendaison est le vingt-cinquième roman d'Arto Paasilinna, publié en 1998 en Finlande sous le titre Hirttämättömien lurjusten yrttitarha. 
La traduction française paraît en 2011.

## Résumé apéritif
L'inspecteur principal Jalmari Jyllänketo est envoyé en Laponie par la Sécurité nationale finlandaise. Il doit enquêter sur des rumeurs de disparitions dans un ancien kolkhoze reconverti en exploitation agricole. Ne trouvant rien d'abord qui justifie la suspicion des autorités finlandaises, il s'étonne des mesures de sécurité et de la mine des ouvriers qui travaillent dans l'exploitation. Que cache donc la propriétaire ?

## Résumé complet[1]
L’histoire commence en Laponie finlandaise où l’on suit Jalmari Jyllänketo, inspecteur principal du Suojelupoliisi. Il vient enquêter dans un ancien Kolkhoze sous la couverture d’un inspecteur agricole bio. Il a été envoyé par les autorités finlandaises, car elles sont suspicieuses du lieu. Il y a des rumeurs de disparitions qui circulent aux services secrets finlandais. 
Jyllänketo rencontre sur place de nombreux employés et ne rencontre la gérante, Ilona Kärmeskallio, que quelques jours plus tard, car elle était en voyage.
C’est donc Juuso Hihna-appa, son bras droit, qui l’accueillera et lui fera visiter l’exploitation. Il lui montrera, entre autres, les champs, la mine de fer (où sont maintenant récoltés des champignons) et la piste d'atterrissage du domaine.
Cette dernière est peu utilisée, mais l’exploitation a tout de même un pilote, Pekka Kasurinen, que Jyllänketo rencontrera après avoir décidé de prolonger son séjour.
Avant cela, il rencontre Sanna Saarinen, dont il tombe plus tard amoureux. Lorsqu’il part en Norvège avec l’aviateur, il découvre que ce dernier compte “garder pour lui” Sanna, ce qui les mènera jusqu’à une bagarre devant une station service. Le but de leur voyage était de récupérer une livraison de farine de poisson. Sur le lieu de livraison, Jyllänketo et Kasurinen apprennent qu’un satanique, Sven, travaillait à la fabrique, et le gérant leur propose une réduction de 50% s’ils emmènent Sven avec eux en Finlande. Ils acceptent et une fois passés la frontière, le menottent et le bâillonnent jusqu’à la mine du kolkhoze.
L’inspecteur s’étonne alors des méthodes utilisées pour trouver des employés pour la mine, mais est convaincu par les idées du domaine. Il ne s’en inquiète pas jusqu’à entendre par hasard une conversation entre lui et la patronne, suggérant qu’ils commettraient des crimes si souvent que même les employés les plus fidèles commençaient à avoir peur d’eux. L’exploitation manque de main d’œuvre et leur solution est de kidnapper des voyous. Jyllänketo décide donc de leur donner un coup de main, se servant de son expérience en tant qu’inspecteur de police. Il est parvenu à ramener presque une centaine de voyous à la ferme au total.
Plus tard, la patronne a l’idée d’inviter des gros bonnets finlandais à venir à un meeting financier, pour en réalité les faire travailler pendant une semaine dans la mine de fer du domaine. Ils y parviennet sans trop de problèmes. La préoccupation à ce moment est que Jyllänketo a emmené Sanna en avion, après quelques cours qu’il a reçu de l’aviateur, mais ne sait pas comment atterrir. Ils se sont finalement retrouvés à deux en Russie, ayant atterri sains et saufs grâce aux indications de l’aviateur. Sur place, ils ont décidé de se fiancer et ont élaboré un plan afin de rentrer en Finlande. Arrivés dans un village, plus bas sur une rivière, ils ont pu prévenir la gérante de leur location et l’aviateur est venu les chercher en moto.
Une fois rentré, l’inspecteur, pris par la jalousie provoquée par une lettre se retrouve coincé dans la mine aux champignons, au niveau le plus bas. Il est porté disparu dans le domaine, et, n’ayant pas repris de son service à temps, un agent des services secrets Finlandais vient le chercher sous couverture, sans succès. Il finit par s’échapper lors d’une embuscade préparée par les autres bandits.
Finalement, Jyllänketo rendra sa démission aux services secrets Finlandais, ces derniers lui proposeront d’envoyer un rapport par mois à propos du kolkhoze, ce qu’il acceptera. Il se marie sur place avec Sanna et décide d'y rester jusqu'à la fin de sa vie.